# Клан Макдональд из Арднамурхана

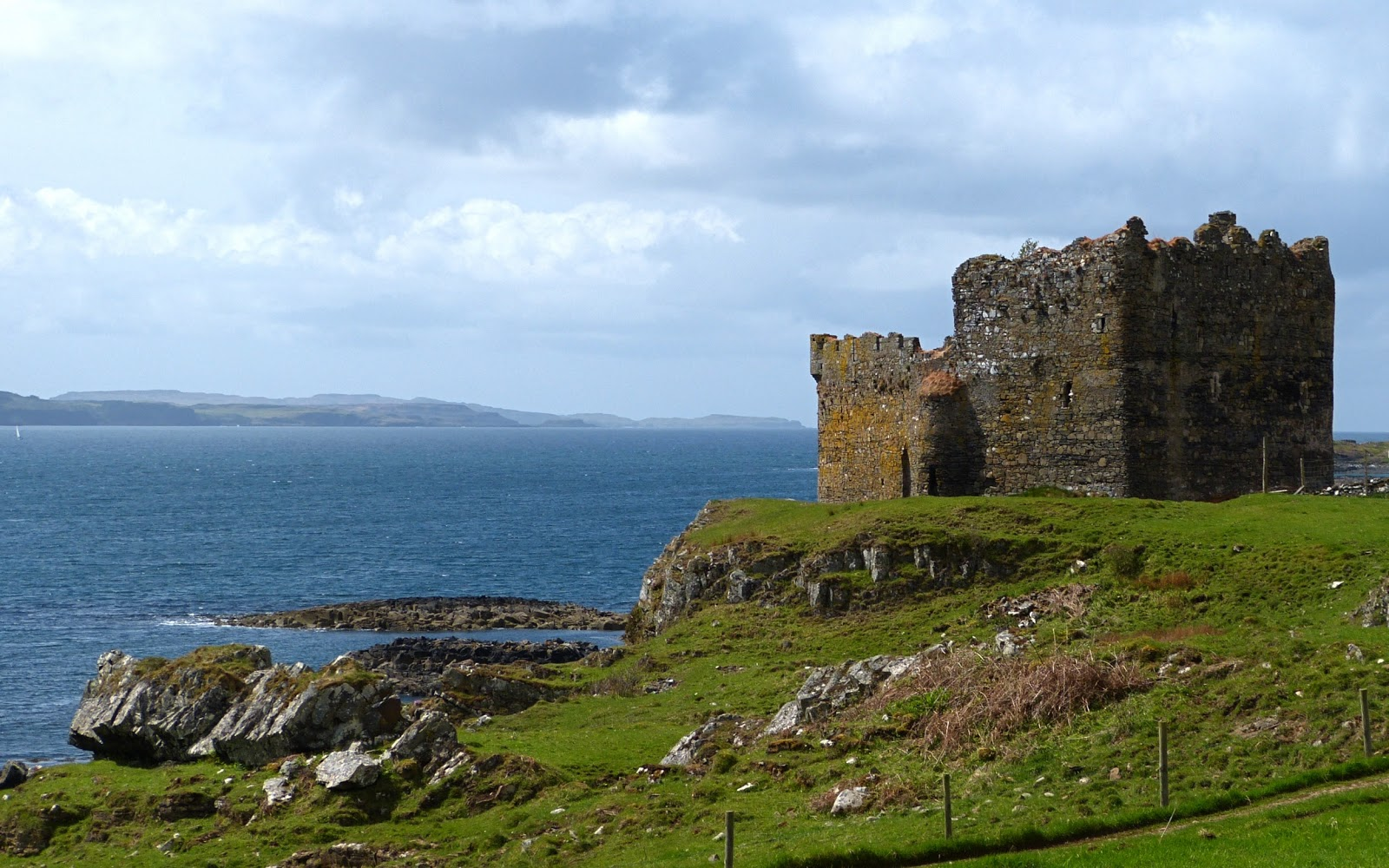
Замок Мингарри, историческая резиденция вождей клана Макиэн из Арднамурхана

Клан Макдональд из Арднамурхана, также известен как Клан Макиэн из Арднамурхана или Клан Макиэн — шотландский горный клан, септ клана Макдональд (Дональд).

## История

### Происхождение клана
Основатель клана Макдональд из Арднамурхана был Иэн Спрангах Макдональд (ум. 1340), третий сын Ангуса Мора Макдональда (ум. 1292), 4-го вождя клана Дональд. Иэн — гэльский вариант христианского имени Иоанн или Джон. Фамилия Макиэн означает сын Джона.
Спрангах Иэн Макдональд был также известен как Джон Смелый. Его старший брат был крупным союзником короля Шотландии Роберта Брюса. В начале Войны за независимость в Шотландии Иэн Спрангах Макдональд и его старшие братья поддерживали английского короля Эдуарда I Плантагенета. В Англии он получил должность «барона шахматной доски» и принимал участие в походах Эдуарда I в Шотландию. В 1305 году он получил должность юстициария Лотиана. Макдональды из Арднамурхана стали известны как Макиэны. Иэну Спрангаху наследовал его сын, Ангус Макиэн. В 1343 году в знак благодарности за помощь в войне против англичан король Шотландии Давид II Брюс признал полуостров Арднамурхан владением Ангуса Макиэна.

## XV век
Александр Макдональд, 3-й вождь клана Макиэнов, как полагают, погиб в битве при Харлоу в 1411 году или скончался вскоре после него. Ему наследовал его сын, Джон Макиэн, 4-й вождь клана Макдональд из Арднамурхана (ум. ок. 1465), который в 1431 году участвовал битве войска клана Макдональд против королевской армии при Инверлохи. После этого он получил от Дональда Баллока земли на острове Джура, а от лорда Островов Александра Макдональда — на Айлее с должностью бальи этого острова. Джону наследовал его сын, Александр Макиэн, 5-й вождь клана Макдональд из Арднамурхана (ум. ок. 1490), который, как и его отец, был советником и одним из крупнейших вассалов Джона II Макдональда, последнего (4-го) лорда Островов. Макиэны из Арднамурхана поддерживали вождей клана Макдональд, лордов Островов, пока в 1493 году 4-й и последний лорд Островов был лишен титула и владений королем Шотландии Яковом IV Стюартом. Александру наследовал его племянник, Джон Брайах Макиэн из Арднамурхана, 6-й вождь клана Макиэн (ум. 1518). В 1493 году Джон Брайах Макиэн принес присягу на верность королю Шотландии Якову IV Стюарту. В 1494 году клан Макдональд из Даннивега поднял восстание против королевской власти. Они захватили замок Данаверти и умертвили королевского губернатора, а затем укрылись в Даннивеге на острове Айлей. Джон Макиэн из Арднамурхана со своим отрядом прибыл на Айлей и обманным путем арестовал Джона Макдональда из Даннивега, его сына Джона Катанаха с их сторонниками и выдал их королю. Между Макдональдами из Даннивега и Арднамурхана существовал давний земельный спор за Санарт и земли на Айлее. В 1499 году Джон Макдональд из Даннивега, его сын и три внука были казнены в Эдинбурге.
В 1497 году Макдональды из Лохалша подняли восстание против королевской власти и вторглись в графство Россшир, но потерпели поражение в битве при Драмхате и бежал на Гебридские острова. Сэр Александр Макдональд из Лохалша был племянником последнего лорда Островов. На Гебридах Александр попытался призвать местных вождей к восстание с целью восстановления лордства, но был схвачен и убит на острове Оронсей Джоном Макиэном.

### XVI век
В 1501 году во время восстания внука последнего лорда Островов Дональда Дубха против королевской власти в Нагорье, клан Макиэн сохранил верность короне и оказывал поддержку королевским войскам. В 1505 году после подавления восстания король Шотландии Яков IV Стюарт подтвердил за Джоном Макиэном из Арднамурхана все его обширные владения. В 1513 году Джон Макиэн участвовал в битве при Флоддене, где шотландцы потерпели поражение от английской армии, а король Яков IV был убит. Вскоре после этого Александр Макдональд из Даннивега и Дональд Макдональд из Лохалша стали совершать набеги на владения Джона Макиэна из Арднамурхана. Между 1517 и 1519 годами Макдональды из Лохалша, Макдональды из Даннивега и их союзники Маклауды из Льюиса захватили замок Мингарри и опустошили Арднамурхан. В 1518 году в битве у Крэг-ан-Эйрджид Джон Брайах Макиэн потерпел поражение от своих противников. В этом сражении погибли Джон Брайах и трое его сыновей.
После гибели Джона Брайаха Макиэна новым 7-м вождем клана стал его младший сын, Александр Макиэн из Арднамурхана (ум. до 1538). В 1519 году опекуном юного Александра стал его родственник, Колин Кэмпбелл, 3-й граф Аргайл (ум. 1529). В период регентства Кэмпбеллов Макиэны из Арднамурхана лишились всех островных владений на Айлее и Джуре, которые частью вернулись к Макдональдам из Даннивега, а частью стали собственностью самих Кэмпбеллов. Макиэны лишились своих законных прав на Арднамурхан и Санарт, которые перешли к Кэмпбеллам, и стали де-юре безземельными.
Преемником Александра стал его племянник, Александр Макдональд Макиэн, сын Дональда, старшего сына Джона Брайаха, а клановые земли Макиэнов из Арднамурхана унаследовала сестра, Мариота Макиэн, жена Роберта Робертсона из Струана, 7-го вождя клана Робертсон из Атолла. В 1540 году Мариота отказался от прав на Арднамурхан в пользу Арчибальда Кэмпбелла, 4-го графа Аргайла. В том же году граф Аргайл уступил Арднамурхан короне за 5000 шотландских фунтов. В 1550 году Арчибальд Кэмпбелл, 4-й граф Аргайл, получил от королевы Марии Стюарт все права на Арднамурхан. До конца XVI века Кэмпбеллы не давали ход полученным документам, и вожди Макиэнов из Арднамурхана продолжали держать Арднамурхан и Санарт по устаревшим грамотам как лен от шотландской короны.
В 1543 году Александр Макдональд Макиэн из Арднамурхана (ум. ок. 1570), 8-й вождь клана, присоединился к последнему восстанию Дональда Дубха против королевской власти. Он был включен в состав воссозданного совета Островов и участвовал в дипломатической миссии в Англию для переговоров с королем Генрихом VIII.
В 1544 году 8-й вождь клана Макдональд или Макиэн из Арднамурхана поддержал калн Макдональд из Кланраналда против клана Фрейзер из Ловата и участвовал в знаменитой «битве рубашек». В сражении выжили только восемь Макдональдов и пять Фрейзеров.
В 1586 году происходили стыки в Арднамурхане между Макиэнами и Маклейнами. В 1589 году Маклейны высадились в Арднамурхане и осадили замок Мингарри, но были разбиты Макиэнами и Макдональдами из Кланраналда.
В 1596 году Джон Ог, 10-й вождь Макиэнов из Арднамурхана, был убит в Санарте своим дядей Дональдом Макиэном. Дональд Макиэн претендовал на Санарт, а после смерти племянника рассчитывал вождем клана Макиэн из Арднамурхана. Вождь клана Камерон Аллан Камерон из Лохила, тесть Джона Ога, поклялся отомстить за смерть зятя. Дональд Макиэн бежал на остров Малл, где получил защиту у клана Маклейн, врагов своего клана. Лахлан Мор Маклейн из Дуарта обещал оказать помощь Дональду Макиэну и отправил в Морверн отряд под командованием своего старшего сына Гектора и Дональда Макиэна. В битве на Блэк-Глене в Морверне Маклейны были разбиты сторонниками убитого вождя и Камеронами. Дональд Макиэн, 11-й вождь клана, был убит.

### XVII век
После смерти Джона Ога и Дональда Макиэна Арчибальд Кэмпбелл, 7-й граф Аргайл, решил воспользоваться грамотами на Арднамурхан, полученными от короны его дедом в 1538 и 1550 годах. Новый вождь Макиэнов Джон Макаллистер Макиэн (ум. ок. 1609), передал грамоты своего предка Джона Брайаха графу Аргайлу и подписал с ним договор, отказываясь от претензий на все указанные в них земли, взамен граф Аргайл соглашался вернуть их ему и его наследниками как лен и обязался защищать все права Макиэнов. Грамоты граф Аргайл взял, но свою сторону договора не выполнил. Таким образом, с 1618 года Макиэны из Арднамурхана утратили свои земли из-за двуличной политики графов Аргайл. Кэмпбеллы заняли замок Мингарри и требовали от Макиэнов как своих арендаторов покорности и платы за землю.
В 1624 году Александр Макиэн из Арднамурхана, 13-й вождь клана, поднял восстание в Арднамурхане. Александр Макиэн со своими людьми захватил английский корабль и стал терроризировать побережье и острова Западного Нагорья к северу от Айлея. Они нападали на любые встречные корабли, забирали добычу, а иногда и расправлялись к командой. В 1625 году Кэмпбеллы получили от правительства полномочия по организации карательной кампании против Макиэнов из Арднамурхана. Экспедицию возглавил лорд Лорн, будущий 1-й маркиз Аргайл. Летом 1625 года мятежники были изгнаны с Южных Гебрид на север. Макиэны высадились на острове Скай, откуда были изгнаны Маклаудами из Данвегана, они бежали во владение клана Макдональд из Кланраналда и укрылись в лесах и пещерах Арисейга и Моидарта. Джон Макдональд из Кланраналда, 11-й вождь клана Макдональд из Кланраналда, принял Макиэнов в своих владениях и поручился за них перед королем. Макиэны поселились в районе Моидарта, признали главенство клана вождей Макдональдов из Кланраналда и вскоре стали часть их клана.
Александр Макиэн, последний вождь Макиэнов из Арднамурхана, получил королевское прощение за бунт и пиратство, а также денежную компенсацию за отказ от претензий на Арднамурхан. Он скончался после 1633 года.

### Замки
- Замок Мингарри. Расположен к востоку от деревни Килхоан в Лохабере, на полуострове Арднамерхан, датируется XIII веком и был построен Макиэнами зи Арднамурхана. Шотландский король Яков IV захватили замок в 1493 и 1495 годах во время его кампании против Макдональдов. Замок был захвачен вождем клана Маклейн в 1550-х годах. В 1612 году замок Мингарри стал собственностью графов Аргайл из клана Кэмпбелл.
- Замок Данивейг на острове Айлей в Аргайле, первоначально принадлежал клану Макдональд, а в конце XV века перешел во владение Макиэнов из Арднамурхана. Позднее замков владел Макдональды, а затем он перешел клану Кэмпбелл[1].

### Септы клана
- Johnston (Isle of Coll)
- Johnson
- Kean
- Keene